# Lista över svenskspråkiga skolor i Storhelsingfors
Detta är en lista över svenskspråkiga grundskolor och gymnasier i Storhelsingfors (Esbo, Grankulla, Helsingfors och Vanda).

## Existerande svenska skolor i Storhelsingfors
Existerande svenska skolor i Helsingfors i ordning av ort och skolnamn. Se före detta skolor nedan.
| Ort         | Skola                               | Smeknamn  | Stadium    | Årtal | Åk   | Kommentar                                          |
| ----------- | ----------------------------------- | --------- | ---------- | ----- | ---- | -------------------------------------------------- |
| Esbo        | Mattlidens gymnasium                | Mattliden | Gymnasium  | 1977- |      |                                                    |
| Grankulla   | Gymnasiet Grankulla samskola        | Grani     | Gymnasium  | 1977- |      |                                                    |
| Helsingfors | Brändö gymnasium                    | Brandö    | Gymnasium  | 1977- |      |                                                    |
| Helsingfors | Gymnasiet Lärkan                    | Lärkan    | Gymnasium  | 1977- |      |                                                    |
| Helsingfors | Steinergymnasiet                    | Steiner   | Gymnasium  | 1977- |      |                                                    |
| Helsingfors | Tölö gymnasium                      | Tölö      | Gymnasium  | 2015- |      |                                                    |
| Vanda       | Helsinge gymnasium                  | Helsinge  | Gymnasium  | 1977- |      |                                                    |
| Esbo        | Alberga skola                       |           | Grundskola |       | 1–6  |                                                    |
| Esbo        | Finno skola(fi)                     |           | Grundskola |       | 1–6  |                                                    |
| Esbo        | Karamalmens skola                   |           | Grundskola |       | 1–6  |                                                    |
| Esbo        | Kungsgårdsskolan                    |           | Grundskola |       | 1–6  |                                                    |
| Esbo        | Lagstads skola                      |           | Grundskola |       | 1–10 |                                                    |
| Esbo        | Mattlidens skola                    |           | Grundskola |       | 1–9  |                                                    |
| Esbo        | Rödskogs skola                      |           | Grundskola |       | 1–4  |                                                    |
| Esbo        | Smedsby skola(fi)                   |           | Grundskola |       | 1–6  |                                                    |
| Esbo        | Storängens skola(fi)                |           | Grundskola |       | 1–9  |                                                    |
| Esbo        | Vindängens skola                    |           | Grundskola |       | 1–6  |                                                    |
| Grankulla   | Granhultsskolan                     |           | Grundskola |       | 1–6  |                                                    |
| Grankulla   | Hagelstamska skolan(fi)             |           | Grundskola |       | 7–9  |                                                    |
| Helsingfors | Arabias kvartersskola               |           | Grundskola |       | 1–2  |                                                    |
| Helsingfors | Botby grundskola(fi)                |           | Grundskola |       | 1–9  |                                                    |
| Helsingfors | Brändö lågstadieskola(fi)           |           | Grundskola |       | 1–6  |                                                    |
| Helsingfors | Cygnaeus lågstadium                 |           | Grundskola |       | 0–4  | Del av Grundskolan Norsen. Se även Cygnaeusskolan. |
| Helsingfors | Degerö lågstadieskola               |           | Grundskola |       | 1–6  |                                                    |
| Helsingfors | Drumsö lågstadieskola               |           | Grundskola |       | 1–6  |                                                    |
| Helsingfors | Hoplaxskolan                        |           | Grundskola |       | 1–9  |                                                    |
| Helsingfors | Grundskolan Norsen                  |           | Grundskola |       | 5–9  | Se även Norsen                                     |
| Helsingfors | Kottby lågstadieskola(fi)           |           | Grundskola |       | 1–6  |                                                    |
| Helsingfors | Kronohagens lågstadium              |           | Grundskola |       | 1–4  | Del av Grundskolan Norsen                          |
| Helsingfors | Minervaskolan                       |           | Grundskola |       | 1–6  |                                                    |
| Helsingfors | Månsas lågstadieskola               |           | Grundskola |       | 1–6  |                                                    |
| Helsingfors | Nordsjö lågstadieskola              |           | Grundskola |       | 1–6  |                                                    |
| Helsingfors | Rudolf Steiner-skolan i Helsingfors |           | Grundskola |       | 1–9  | Privat specialskola med steinerpedagogik           |
| Helsingfors | Staffansby lågstadieskola           |           | Grundskola |       | 1–6  |                                                    |
| Helsingfors | Skilla                              |           | Grundskola |       | 1–9  | Del av Valteri                                     |
| Helsingfors | Zacharias Topeliusskolan            |           | Grundskola |       | 1–6  | Se även Topeliusskolan.                            |
| Helsingfors | Åshöjdens grundskola                |           | Grundskola |       | 1–10 |                                                    |
| Helsingfors | Östersundom skola                   |           | Grundskola |       | 1–6  |                                                    |
| Vanda       | Dickursby skola                     |           | Grundskola |       | 1–6  |                                                    |
| Vanda       | Helsinge skola(fi)                  |           | Grundskola |       | 7–9  |                                                    |
| Vanda       | Kyrkoby skola(fi)                   |           | Grundskola |       | 1–6  |                                                    |
| Vanda       | Mårtensdals skola(fi)               |           | Grundskola |       | 1–6  |                                                    |
| Vanda       | Västersundoms skola(fi)             |           | Grundskola |       | 1–6  |                                                    |

## Före detta svenska skolor i Storhelsingfors
Före detta svenska skolor i Helsingfors i ordnade efter stadium och år då de grundades.
| Ort         | Skola                             | Smeknamn   | Stadium    | Årtal     | Åk  | Kön        | Kommentar                                                                   |
| ----------- | --------------------------------- | ---------- | ---------- | --------- | --- | ---------- | --------------------------------------------------------------------------- |
| Helsingfors | Tölö specialiseringsgymnasium     | Speccen    | Gymnasium  | 2002-2015 |     |            |                                                                             |
| Helsingfors | Lönnbeckska gymnasiet             | Lönkan     | Gymnasium  | 1977-1991 |     |            |                                                                             |
| Helsingfors | Gymnasiet Svenska normallyceum    | Norsen     | Gymnasium  | 1977-2015 |     |            |                                                                             |
| Helsingfors | Åshöjdens gymnasium               | Åshöjden   | Gymnasium  | 1977-1990 |     |            |                                                                             |
| Helsingfors | Minervaskolan                     | Minerva    | Läroverk   | 1973-1977 |     |            |                                                                             |
| Helsingfors | Östra svenska läroverket          | ÖSL        | Läroverk   | 1973-1977 |     |            |                                                                             |
| Helsingfors | Helsingfors svenska samlyceum     | Arken      | Läroverk   | 1968-1977 |     |            |                                                                             |
| Helsingfors | Botby svenska samskola            | BSS        | Läroverk   | 1963-1973 |     |            |                                                                             |
| Helsingfors | Drumsö svenska samskola           |            | Läroverk   | 1957-1975 |     |            |                                                                             |
| Helsingfors | Rudolf Steinerskolan, Helsingfors |            | Läroverk   | 1955-1976 |     |            |                                                                             |
| Helsingfors | Munknäs svenska samskola          | Muncca     | Läroverk   | 1952-1977 |     |            |                                                                             |
| Helsingfors | Svenska aftonläroverket           | Aftis      | Läroverk   | 1947-1977 |     |            |                                                                             |
| Helsingfors | Andra svenska lyceum              | ASL        | Läroverk   | 1947-1977 |     |            |                                                                             |
| Helsingfors | Tölö svenska samskola             | Zillen     | Läroverk   | 1928-1975 |     |            |                                                                             |
| Helsingfors | Judiska samskolan i Helsingfors   | Judiska    | Läroverk   | 1920-1936 |     |            | Svenskspråkig till 1936                                                     |
| Helsingfors | Svenska Flicklyceet i Helsingfors | Bullan     | Läroverk   | 1919-1974 |     | flick      |                                                                             |
| Helsingfors | Svenska samskolan i Helsingfors   | Pontan     | Läroverk   | 1913-1952 |     |            |                                                                             |
| Helsingfors | Åggelby svenska samskola          | Ågeli      | Läroverk   | 1912-1977 |     |            |                                                                             |
| Helsingfors | Brändö svenska samskola           | Brändö     | Läroverk   | 1912-1977 |     |            |                                                                             |
| Helsingfors | Laguska skolan                    | Apollo     | Läroverk   | 1889-1973 |     | flick      | Privata svenska flickskola 1889-1945                                        |
| Helsingfors | Nya svenska samskolan             | Lönkan     | Läroverk   | 1888-1977 |     |            |                                                                             |
| Helsingfors | Läroverket för gossar och flickor | Broban     | Läroverk   | 1883-1977 |     |            |                                                                             |
| Helsingfors | Nya svenska läroverket            | Lärkan     | Läroverk   | 1882-1977 |     | pojk -1971 |                                                                             |
| Helsingfors | Tyska skolan i Helsingfors        | Tyska      | Läroverk   | 1881-1977 |     |            | Hade svensk linje                                                           |
| Helsingfors | Nya svenska flickskolan           | Vilohemmet | Läroverk   | 1879-1963 |     | flick      | Forsmans flickskola 1900-1910                                               |
| Helsingfors | Svenska lyceum i Helsingfors      | Revan      | Läroverk   | 1872-1968 |     | pojk       |                                                                             |
| Helsingfors | Laurellska skolan                 | Lavan      | Läroverk   | 1870-1966 |     | flick      | Sahlbergska (1870-1890), Svenska privata läroverket för flickor (1890-1959) |
| Helsingfors | Svenska normallyceum              | Norsen     | Läroverk   | 1864-1977 |     | pojk -1974 |                                                                             |
| Helsingfors | Svenska fruntimmersskolan         | Bullan     | Läroverk   | 1844-1919 |     | flick      |                                                                             |
| Helsingfors | Helsingfors lyceum                | Bööks      | Läroverk   | 1831-1891 |     | pojk       |                                                                             |
| Helsingfors | Svenska flickskolan i Helsingfors | Arken      | Lyceum     | 1919-1968 |     | flick      |                                                                             |
| Esbo        | Bemböle skola                     |            | Grundskola | 1923-2022 | 1–6 |            |                                                                             |
| Helsingfors | École élémentaire francaise       | Franska    | Folkskola  | 1947-1956 |     |            | Fransk-svensk-finsk skola                                                   |
| Helsingfors | Topeliusskolan                    | Toppan     | Folkskola  | 1917-1977 |     |            |                                                                             |
| Helsingfors | Cygneausskolan                    | Banan      | Folkskola  | 1910-1977 |     |            |                                                                             |